# Tarzan, l'home simi
Tarzan, l'home simi (títol original: Tarzan, the Ape Man) és una pel·lícula estatunidenca dirigida per John Derek el 1981. Ha estat doblada al català.

## Argument
Jane (Bo Derek), una anglesa que arriba a l'Àfrica a la recerca del seu pare, que investigava els cementiris d'elefants, troba a la selva un home que ha crescut criat pels simis: Tarzan (Miles O'Keeffe). El "Rei de les Mones" la defensarà de l'atac d'un lleó, d'una serp pitó i, a més, la rescatarà d'una primitiva tribu que l'havia segrestat. Ella començarà a sentir una forta atracció per Tarzán.

## Repartiment
- Bo Derek: Jane Parker
- Richard Harris: James Parker
- John Phillip Law: Harry Holt
- Miles O'Keeffe: Tarzan
- Akushula Selayah: Africa
- Wilfrid Hyde-White: Membre del Club

## Premis
- Razzie Awards en 1981 (per la pitjor pel·lícula), 1989 (Bo Derek, pitjor actriu del decenni) i 1999 (Bo Derek, nomenada en vista del títol de pitjor actriu del segle, però détronée per Madonna)...

## Al voltant de la pel·lícula
- La pel·lícula ha estat rodada a les Seychelles en decorats naturals
- Aquesta pel·lícula és sobretot un pretext per mostrar el cos de Bo Derek, en totes les situacions érotiques possibles: tapada, tapada i mullada, destapada, pintada...De fet, ha aconseguit 36.565.280 de dòlars segons la MGM només als Estats Units
[3]